# جون كودي (لاعب كرة قدم)
جون كودي (بالإنجليزية: John Coady)‏ هو لاعب كرة قدم أيرلندي، ولد في 25 أغسطس 1960 في دبلن في جمهورية أيرلندا. لعب مع تشيلسي ودرودا يونايتد وديري سيتي ونادي دوندالك ونادي شامروك روفرز.

## وصلات خارجية
- جون كودي على موقع قاعدة بيانات كرة القدم.إي يو (الإنجليزية)